# Epidauria
Epidauria is een geslacht van vlinders van de familie snuitmotten (Pyralidae), uit de onderfamilie Phycitinae.

## Soorten
- E. africanella Turati, 1934
- E. cantonella Shibuya, 1931
- E. chionocraspis Hampson, 1918
- E. discella Hampson, 1901
- E. fulvella Kuznetsov, 1978
- E. omranella Amsel
- E. perfasciella Hampson, 1918
- E. phoeniciella Ragonot, 1901
- E. polemarcha Meyrick, 1937
- E. strigosa (Staudinger, 1879)
- E. transversariella (Zeller, 1848)